# José Luis Moltó
José Luis Moltó Carbonell (Cocentaina, Alicante, 29 de junio de 1975) es un jugador de voleibol español retirado y actualmente entrenador de la Selección española absoluta masculina. Cuenta en su haber con ocho ligas y tres copas, repartidas en los diferentes clubes españoles y extranjeros en los que ha jugado. Su mayor éxito deportivo como de la historia del voleibol español, se produjo el 16 de septiembre de 2007 al alzarse con la medalla de oro del Campeonato Europeo frente a Rusia en Moscú y ser nombrado mejor bloqueador del torneo.

## Trayectoria
Comenzó su carrera deportiva profesional como jugador de voleibol con 19 años en el Grupo Duero San José-Padres Franciscano de Soria. Ha formado parte de equipos nacionales y extranjeros y ha participado en los Juegos Olímpicos de Sídney 2000. Es uno de los deportistas destacados que ha dado la comarca del Condado de Cocentaina en las últimas décadas. Es el segundo jugador que en más ocasiones ha formado parte a la selección nacional de voleibol (tras Rafa Pascual), defendiendo al equipo nacional en 422 partidos.
El Ayuntamiento de Cocentaina, su localidad natal, evaluó la posibilidad de construcción de un pabellón de deportes que llevara el nombre del jugador.
En 2007 le fue concedida la Medalla de Oro al Mérito Deportivo de la Generalidad Valenciana.
En 2007 participó con la selección, en la Copa Mundial de Voleibol celebrada en Tokio, y el alicantino recibió el premio al mejor bloqueador del torneo, como ya hizo en septiembre de 2007 en el Campeonato Europeo de Voleibol.
Mayo de 2009. Nombrado hijo predilecto de Cocentaina. Primera persona en lograr esta condecoración en vida.
31 de mayo de 2011, anuncia su retirada como jugador de voleibol. En la actualidad trabaja en un centro de fisioterapia en Irún.
Actualmente se encarga de dirigir a la Selección de voleibol de España desde mayo de 2024.

## Clubes
| Club                                             | País    | Año         |
| ------------------------------------------------ | ------- | ----------- |
| Grupo Duero San José-Padres Franciscano de Soria | España  | 1995 - 1999 |
| Club Voleibol Almería                            | España  | 1999 - 2000 |
| Noliko Maaseik                                   | Bélgica | 2000 - 2001 |
| Paris Volley                                     | Francia | 2001 - 2002 |
| Knack Randstad Roeselare                         | Bélgica | 2002 - 2003 |
| Club Voleibol Pórtol Palma (Drac Palma)          | España  | 2003 - 2008 |
| Stamplast Martina Franca                         | Italia  | 2008 - 2009 |
| Tonno Callipo Vibo Valentia                      | Italia  | 2009 - 2010 |
| Numancia CMA Soriana                             | España  | 2010 - 2011 |

## Palmarés

### Campeonatos nacionales
| Título             | Club                                              | País    | Año         |
| ------------------ | ------------------------------------------------- | ------- | ----------- |
| Superliga          | Grupo Duero San José-Padres Franciscanos de Soria | España  |             |
| Superliga          | Grupo Duero San José-Padres Franciscanos de Soria | España  |             |
| Copa del Rey       | Club Voleibol Almería                             | España  | 2000        |
| Superliga          | Club Voleibol Almería                             | España  | 1999 - 2000 |
| Campeonato de Copa | Noliko Maaseik                                    | Bélgica | 2001        |
| Campeonato de Liga | Noliko Maaseik                                    | Bélgica | 2001 - 2002 |
| Campeonato de Liga | Paris Volley                                      | Francia | 2001 - 2002 |
| Copa del Rey       | Club Voleibol Pórtol Palma                        | España  | 2006        |
| Superliga          | Club Voleibol Pórtol Palma                        | España  | 2005 - 2006 |
| Superliga          | Club Voleibol Pórtol Palma                        | España  | 2006 - 2007 |
| Supercopa          | Club Voleibol Pórtol Palma                        | España  | 2007        |

### Copas internacionales

#### Clubes
| Título                                   | Club                                              | País    | Año         |
| ---------------------------------------- | ------------------------------------------------- | ------- | ----------- |
| Recopa de Europa (Subcampeón)            | Grupo Duero San José-Padres Franciscanos de Soria | España  | 1995        |
| Liga de Campeones de Europa (3º puesto)  | Knack Randstad Roeselare                          | Bélgica | 2003        |
| Liga de Campeones de Europa (Subcampeón) | Club Voleibol Portol Palma                        | España  | 2006 - 2007 |

#### Selección
| Título                                                      | Club               | Año  |
| ----------------------------------------------------------- | ------------------ | ---- |
| Subcampeón de los XV Juegos Mediterráneos Almería 2005      | Selección Española | 2005 |
| Bronce Liga Europea de Voleibol                             | Selección Española | 2005 |
| Campeón del XXV Campeonato Europeo de Voleibol              | Selección Española | 2007 |
| Subcampeón de los XVI Juegos Mediterráneos Pescara (Italia) | Selección Española | 2009 |
| Subcampeón Liga Europea de Voleibol                         | Selección Española | 2009 |

### Distinciones individuales
| Distinción                                                                                             | Año  |
| --- | ---- |
| Mejor bloqueador del XXV Campeonato Europeo de Voleibol                                                | 2007 |
| Medalla de Oro al Mérito Deportivo de la Generalidad Valenciana                                        | 2007 |
| Mejor bloqueador de la Copa Mundial de Voleibol                                                        | 2007 |
| Mejor Deportista Masculino de 2007 en los Premios Deportivos Provinciales de la Diputación de Alicante | 2008 |
| Hijo predilecto de la localidad de Cocentaina                                                          | 2009 |
| Medalla de Oro de la Real Orden del Mérito Deportivo, otorgada por el Consejo Superior de Deportes     | 2011 |